# 게오르기 리보프

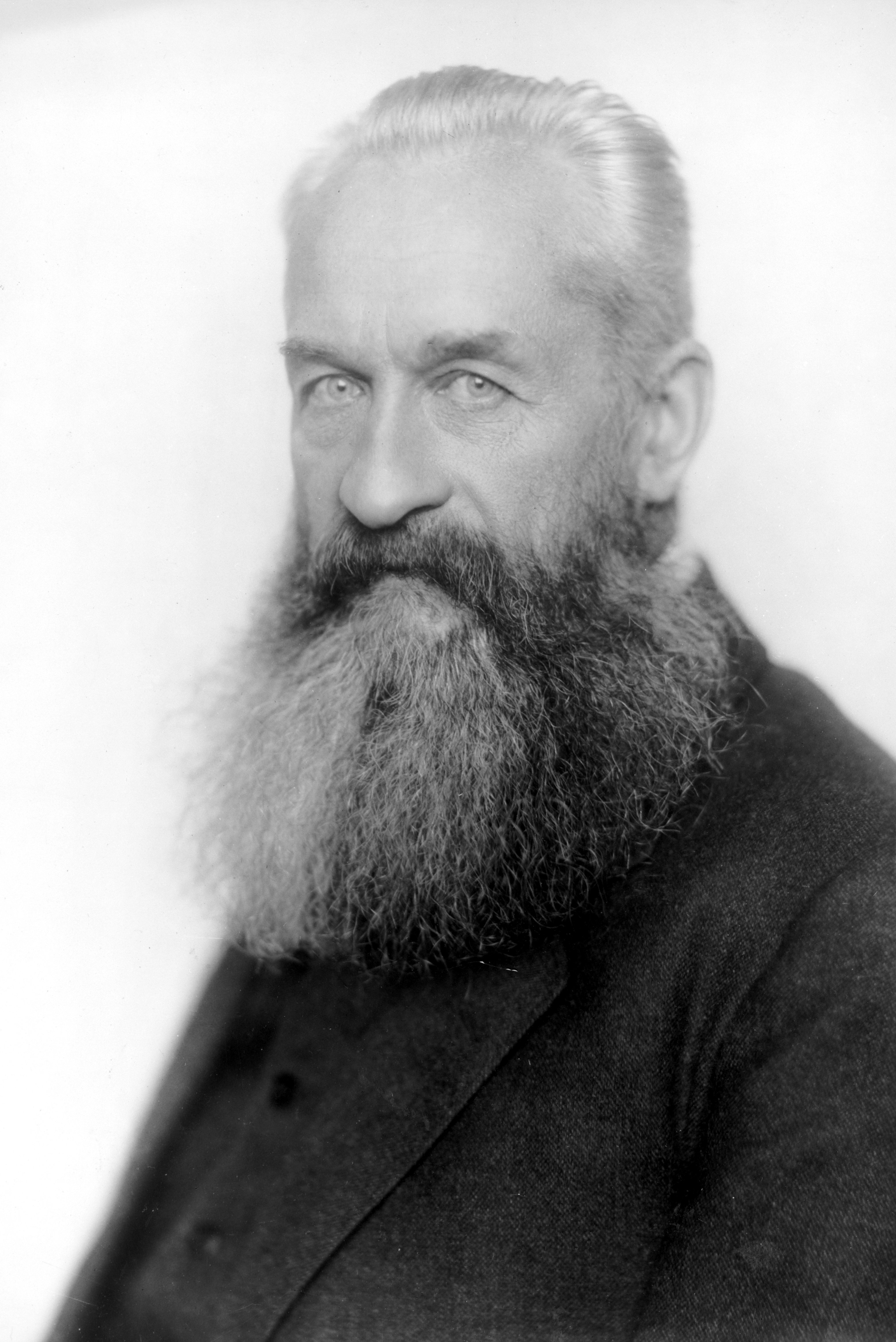
게오르기 르보프

게오르기 예브게니예비치 리보프 공작(러시아어: Князь Гео́ргий Евге́ньевич Львов, 1861년 11월 2일 ~ 1925년 3월 7일)은 러시아의 정치인으로, 러시아 2월 혁명 이후 성립된 러시아 임시 정부의 초대 총리였다. (재임 기간은 1917년 3월 23일 ~ 1917년 7월 27일)
작센 왕국 드레스덴에서 태어났다. 귀족가문 출신으로, 모스크바 대학교를 졸업한 뒤 1893년까지 정부에서 근무했고 1906년 두마(의회) 의원에 입후보, 당선되었다.
리보프 공의 임시정부는 전쟁을 지속하였다. 그러나 전쟁의 혼란으로 르보프 공 내각은 붕괴하였고 알렉산드르 케렌스키가 후임이 되었다. 소비에트 정권의 수립 후 볼셰비키들에 의해 체포되었다가 탈출에 성공, 프랑스 파리로 망명하여 그 곳에서 사망했다.